# Percival Christopher Wren
Percival Christopher Wren (ur. 1 listopada 1885 w Devonshire, zm. 22 listopada 1941 w Amberley) – brytyjski pisarz, najbardziej znany jako autor powieści przygodowych.

## Życiorys
Urodził się w Devonshire w 1885 roku. Ukończył studia na Uniwersytecie w Oxfordzie. Po studiach pracował jako nauczyciel i dziennikarz. Przez dziesięć lat mieszkał w Indiach, gdzie pracował jako asystent dyrektora do spraw edukacji w tamtejszym ministerstwie w Bombaju. Przez jakiś czas służył w francuskiej Legii Cudzoziemskiej. W czasie I wojny światowej był majorem indyjskich sił we wschodniej Afryce.
Jako pisarz tworzył nowele i powieści, które łącząc komizm z romantycznym idealizmem i z brutalnym realizmem, ukazywały różnorodność ludzkich charakterów. Największy rozgłos przyniosły mu powieści przygodowe, zwłaszcza powieść Beau Geste (1924), która doczekała się dwóch kontynuacji: Beau Sabreur (1926) i Beau Ideal (1928), tworząc swego rodzaju trylogię o Legii Cudzoziemskiej.